# Tschaplygin
Tschaplygin (russisch Чаплыгин) ist eine Stadt in der Oblast Lipezk (Russland) mit 12.656 Einwohnern (Stand 14. Oktober 2010).

## Geografie
Die Stadt liegt im Bereich des Übergangs der mittelrussischen Platte zur Oka-Don-Ebene, etwa 85 km nördlich der Oblasthauptstadt Lipezk bei der Vereinigung der Flüsschen Jagodnaja Rjassa, Guschtschina Rjassa und Stanowaja Rjassa zur Stanowaja, einem rechten Nebenfluss des in den Don mündenden Woronesch.
Tschaplygin ist Verwaltungszentrum des gleichnamigen Rajons.

## Geschichte

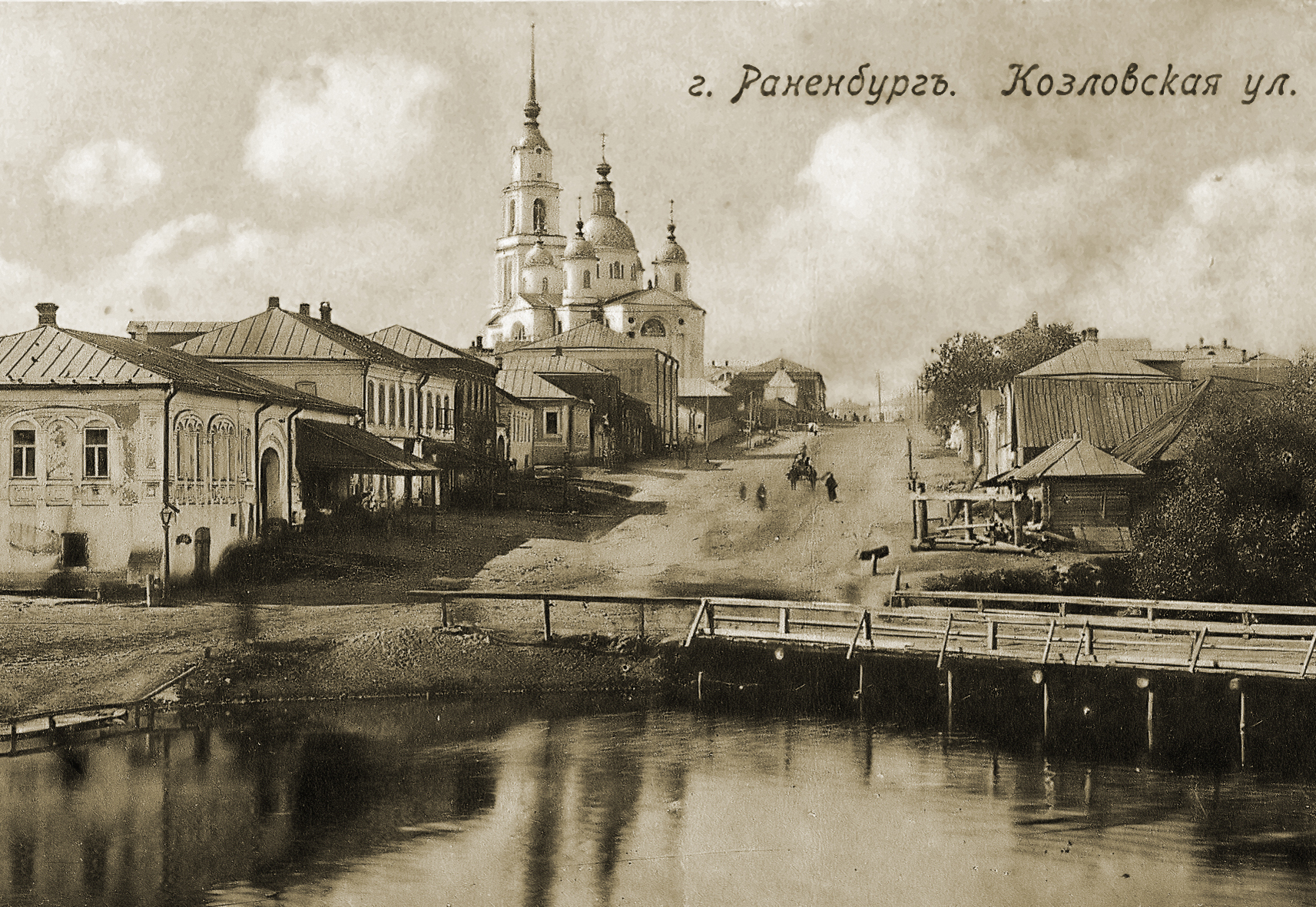
Ranenburg Anfang des 20. Jahrhunderts

An Stelle der heutigen Stadt entstand in der ersten Hälfte des 17. Jahrhunderts eine Siedlung im Verlauf der Belgoroder Verteidigungslinie entlang der damaligen Südostgrenze des Russischen Reiches. Sie wurde erstmals 1638 urkundlich erwähnt und später Slobodskoje genannt.
1695 wurde am hohen Ufer der Jagodnaja Rjassa ein kleiner hölzerner Palast für Übernachtungen des Zaren Peters des Großen und seiner Begleitung auf Reisen zwischen Moskau und Woronesch errichtet. Wenig später legte Peter an gleicher Stelle den Grundstein zu einer kleinen Festung nach holländischem Vorbild, der er den Namen Oranienburg (analog zur Stadt Oranienburg in Deutschland) gab.
1702 schenkte der Zar die Festung Oranienburg und Dorf Slobodskoje seinem Vertrauten Alexander Menschikow, welcher 1712 auch die Mittel für die Errichtung des Peter-und-Pauls-Klosters in der Nähe zur Verfügung stellte. 1727 wurde Menschikow nach seinem Sturz zunächst selbst nach Oranienburg verbannt, wie auch 1742 zwischenzeitlich die gestürzte ehemalige Regentin Anna Leopoldowna. 
Der Name der Festung wurde bald auf das Dorf übertragen und vereinfachte sich mit der Zeit zunächst zu Raninburg, dann zu Ranenburg. Am 16. September 1778 erhielt der Ort unter letzterem Namen das Stadtrecht als Verwaltungszentrum eines Kreises (Ujesds).
Im 19. und beginnenden 20. Jahrhundert war Ranenburg ein bedeutendes Zentrum des Getreidehandels.
1948 erfolgte die Umbenennung in Tschaplygin zu Ehren des hier geborenen Pioniers der Aerodynamik Sergei Tschaplygin (1869–1942).

### Bevölkerungsentwicklung
| Jahr | Einwohner |
| ---- | --------- |
| 1897 | 15.331    |
| 1926 | 9.600     |
| 1939 | 6.068     |
| 1959 | 10.713    |
| 1970 | 13.671    |
| 1979 | 13.407    |
| 1989 | 14.343    |
| 2002 | 13.656    |
| 2010 | 12.656    |

Anmerkung: Volkszählungsdaten (1926 gerundet)

## Kultur und Sehenswürdigkeiten
In der Stadt sind die Dreifaltigkeitskathedrale (Троицкий собор/Troizki sobor) von 1818 mit einem Glockenturm (um 1838), die Auferstehungskirche (Вознесенская церковь/Wosnessenskaja zerkow) von Ende des 18. Jahrhunderts, die Gebäude des ehemaligen Jungen- und Mädchengymnasiums, der Geistlichen Lehranstalt sowie Wohngebäude aus dem 19. Jahrhundert erhalten.
Die Stadt besitzt ein Geschichts- und Heimatmuseum.
Im Dorf Urussowo des Rajons Tschaplygin gibt es ein Gedenkmuseum für den dort geborenen Geographen, Botaniker und Statistiker Pjotr Semjonow-Tjan-Schanski. Dort, wie auch in den Dörfern Solnzewo und Denissowka, sind zudem größere Parkanlagen bei ehemaligen Adelslandsitzen erhalten.

## Wirtschaft und Infrastruktur

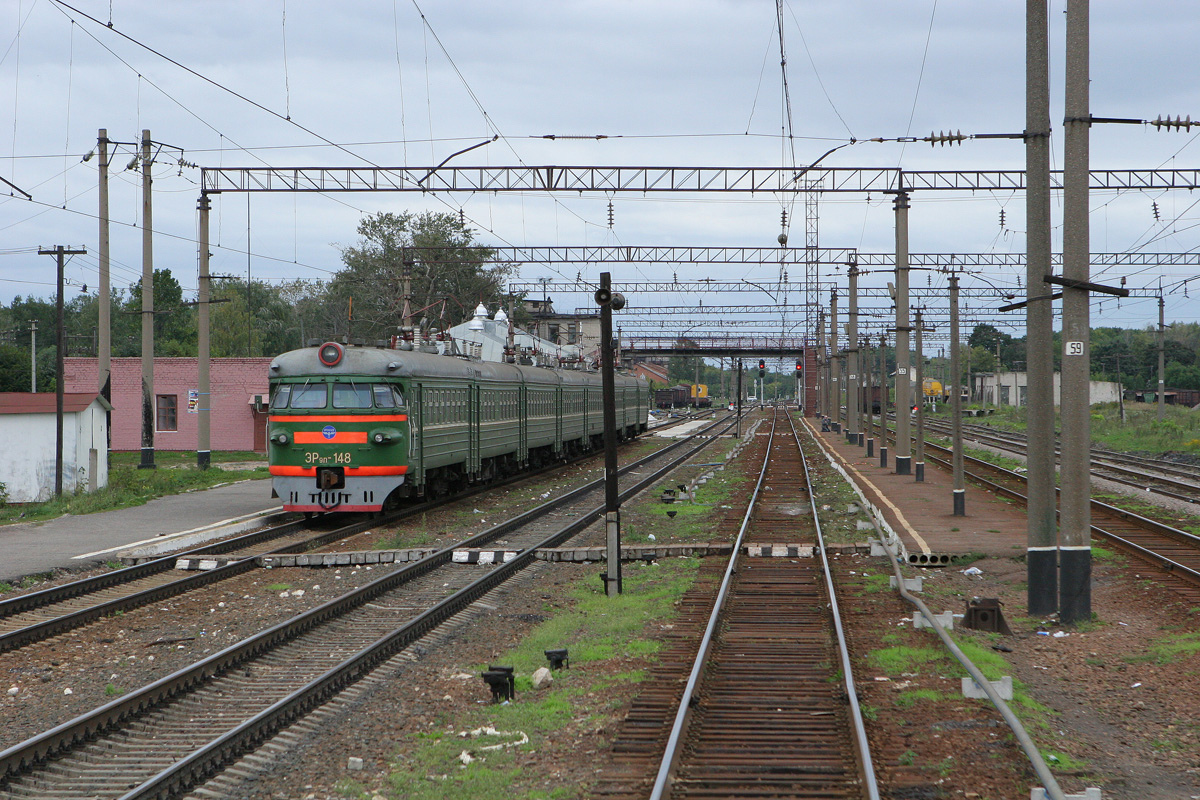
Bahnhof Ranenburg

In Tschaplygin gibt es ein Zulieferwerk für den Traktorenbau, eine Möbelfabrik sowie Betriebe der Lebensmittel- und Textilindustrie.
Die Stadt liegt an der Eisenbahnstrecke Moskau (Pawelezer Bahnhof) – Pawelez – Bogojawlensk (– Tambow/Woronesch; Stationsname Ranenburg; Streckenkilometer 334 ab Moskau), von welcher hier eine Strecke nach Jelez abzweigt. 
Die Fernstraße M6 Moskau–Wolgograd–Astrachan führt in etwa 20 Kilometer Entfernung an Tschaplygin vorbei.

## Söhne und Töchter der Stadt
- Dmitri Ilowaiski (1832–1920), Historiker und Publizist
- Leonid Radin (1860–1900), Revolutionär
- Sergei Tschaplygin (1869–1942), Aerodynamiker und Namensgeber der Stadt
- Alexander Andrejewitsch Jakschin (1907–1961), Geologe und Hochschullehrer